# Arthur Brown
Arthur Wilton Brown (24 de junio de 1942, Whitby, Yorkshire del Norte) es un cantante de rock y performer británico, conocido por su estilo histriónico y teatral y ser el líder de su banda The Crazy World of Arthur Brown en dónde ha destacado junto a otros artistas de los 60's como The Rolling Stones y Led Zeppelin o Pink Floyd, además de que para muchos es considerado como el precursor en la evolución del género y estilo del Black Metal como en su tema Fire! en donde resalta la innovadora estética y el arte características del Black Metal.

## Carrera

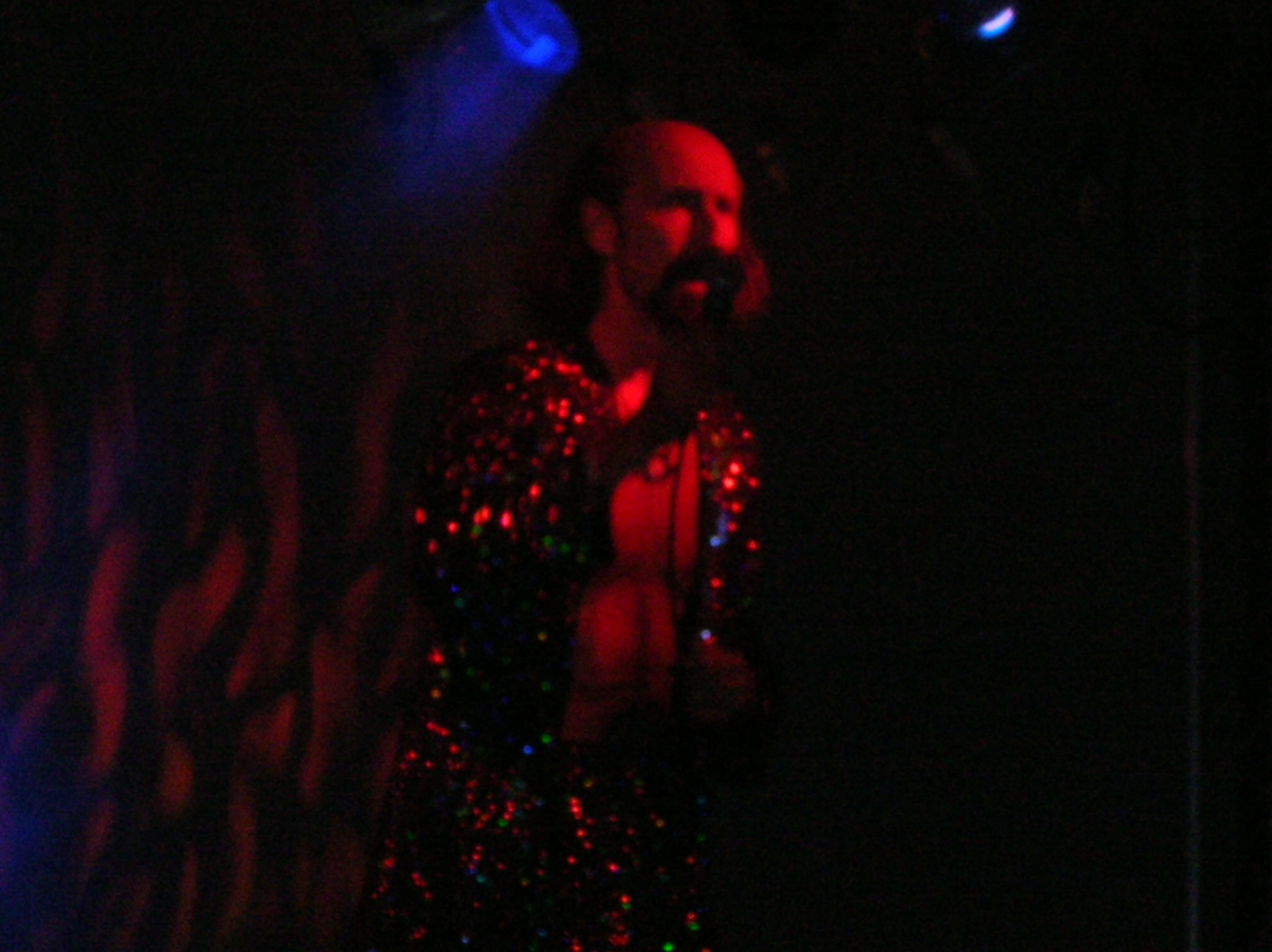
Arthur Brown

Brown saltó a la fama a fines de los años 60 con The Crazy World of Arthur Brown, grupo de rock psicodélico al que desbandó, tras grabar un álbum, para dedicarse a otros proyectos musicales. El sencillo «Fire» alcanzó el número uno en la lista de sencillos del Reino Unido.
En 1970 crea "Arthur Brown's Kingdom Come", grupo cercano al rock espacial y progresivo, con quienes edita tres discos de larga duración.
En 1975 colabora con la cantante Aliki Ashman, y en 1980 lanza un LP con su antiguo compañero en The Crazy World of Arthur Brown, a la sazón líder de Atomic Rooster: Vincent Crane.
Figura multifacética, que influyó en grandes bandas y solistas del glam rock, el shock rock y hasta el rock sinfónico, como Alice Cooper, Kiss, Marilyn Manson, Peter Gabriel y Iron Maiden. Brown ha colaborado a lo largo de los años con muchos artistas, de distintos estilos, entre los que figuran The Alan Parsons Project, The Who, Klaus Schulze, el grupo alemán Die Krupps, Bruce Dickinson, Robert Calvert o Hawkwind; intercalando esta actividad con su propia carrera como solista, que cuenta con unos cinco álbumes editados.
En el año 2000, además, ha resucitado al viejo Crazy World de Arthur Brown, banda con la cual sigue en actividad, a pesar de su ya avanzada edad.

## Discografía

### Álbumes
The Crazy World of Arthur Brown
- 1968 – The Crazy World of Arthur Brown
- 1988 - Strangelands (grabado en 1969)
- 2000 - Tantric Lover
- 2003 - Vampire Suite
- 2007 - Voice of Love
- 2013 - Zim Zam Zim

Arthur Brown's Kingdom Come
- 1971 – Galactic Zoo Dossier
- 1972 – Kingdom Come
- 1973 – Journey
- 1994 - Jam (grabado en 1970)

Solo
- 1975 – Dance
- 1977 – Chisholm in My Bosom
- 1982 – Requiem
- 1983 – Speak No Tech
- 1993 - Order From Chaos

### Sencillos
- 1967: "Devil's Grip" / "Give Him a Flower"
- 1968: "Fire!" / "Rest Cure"
- 1968: "Nightmare" / "Music Man" (aka "What's Happening")
- 1968: "I Put a Spell on You" / "Nightmare"